# گیزکا لاررازال
گیزکا لاررازال (انگلیسی: Gaizka Larrazabal؛ زادهٔ ۱۷ دسامبر ۱۹۹۷) بازیکن فوتبال اهل اسپانیا است.
از باشگاه‌هایی که در آن بازی کرده‌است می‌توان به باشگاه فوتبال اتلتیک بیلبائو، باشگاه فوتبال اتلتیک بیلبائو بی، و باشگاه فوتبال رئال ساراگوسا اشاره کرد.
وی همچنین در تیم ملی فوتبال باسک بازی کرده‌است.